# Меньшов, Владимир Валентинович
Влади́мир Валенти́нович Меньшо́в (17 сентября 1939, Баку, Азербайджанская ССР, СССР — 5 июля 2021, Москва, Россия) — советский и российский актёр театра, кино и телевидения, кинорежиссёр, сценарист, продюсер, телеведущий, педагог и общественный деятель; народный артист РСФСР (1989), лауреат Государственной премии СССР (1981), Государственной премии РСФСР имени Н. К. Крупской (1978) и премии Американской киноакадемии «Оскар» в номинации «Лучший фильм на иностранном языке» за фильм «Москва слезам не верит» (1981).
С 2010 года по 2021 год являлся председателем Общественного совета при ФСИН России.

## Биография

#### Происхождение
Родился 17 сентября 1939 года в Баку (Азербайджанская ССР) в русской семье. Родители были уроженцами Астраханской области, в центре которой Владимир Меньшов и вырос, дом на улице Казанская сохранился.
В 1947 году МГБ перевёл его отца в Архангельск. Они жили в деревянном доме на улице Свободы. В Архангельске он проучился три класса в школе № 6. В 1950 году вся семья переехала в Астрахань. В 1957 году, окончив школу в Астрахани с серебряной медалью, Меньшов попытался поступить в Москве во Всесоюзный государственный институт кинематографии, но не прошёл по конкурсу. После этого он работал токарем на заводе имени Карла Маркса в Астрахани, шахтёром в Воркуте, матросом в Баку. В 1958 году принят во вспомогательный состав Астраханского драматического театра.
В 1961 году стал студентом актёрского факультета школы-студии МХАТ имени В. Немировича-Данченко, который окончил в 1965 году, в 1970 году окончил аспирантуру при кафедре режиссуры во ВГИКе (мастерская Михаила Ромма).

#### Творческая карьера
В 1981 году его фильм «Москва слезам не верит» (1979) был удостоен премии «Оскар» Американской академии кинематографических искусств и наук за лучший фильм на иностранном языке; о награде узнал случайно от коллег.
С 1982 года преподавал кинорежиссуру на Высших курсах сценаристов и режиссёров, с 1989 по 2018 год руководил режиссёрскими мастерскими на Высших курсах сценаристов и режиссёров.
В 2002 году учредил «Национальную Киноакадемию России» и Киностудию «Жанр». Являлся генеральным директором киностудии до последних дней жизни.
В 2004 году был ведущим телевизионного реалити-шоу «Последний герой-5» на «Первом канале».
19 апреля 2007 года на церемонии вручении кинонаград, организованной телекомпанией «MTV Россия», отказался вручить приз фильму «Сволочи», сказав:
Я надеялся, что пронесёт — не пронесло. Вручать приз за лучший фильм этому фильму, достаточно подлому и позорящему мою страну, я попросил бы Памелу Андерсон. Я, к сожалению, этого делать не буду. До свидания.
В 2009 году набрал актёрско-режиссёрскую мастерскую во ВГИКе (третья актёрско-режиссёрская мастерская во ВГИКе после двух предыдущих набранных актёрско-режиссёрских мастерских Сергея Герасимова и Сергея Соловьёва). Преподавал в Высшей школе телевидения «Останкино».
В 2011 году как председатель российского Оскаровского комитета отказался подписывать решение о выдвижении на премию «Оскар» фильма Никиты Михалкова «Утомлённые солнцем 2: Цитадель».
В 2018 году вместе с Верой Алентовой снялся в рекламе «Россельхозбанка».

#### Общественная деятельность
Являлся членом попечительского совета ВГИКа, членом правления «Мосфильма», членом Союза кинематографистов РФ. В декабре 2010 года избран председателем Общественного совета при ФСИН России.

#### Личная жизнь

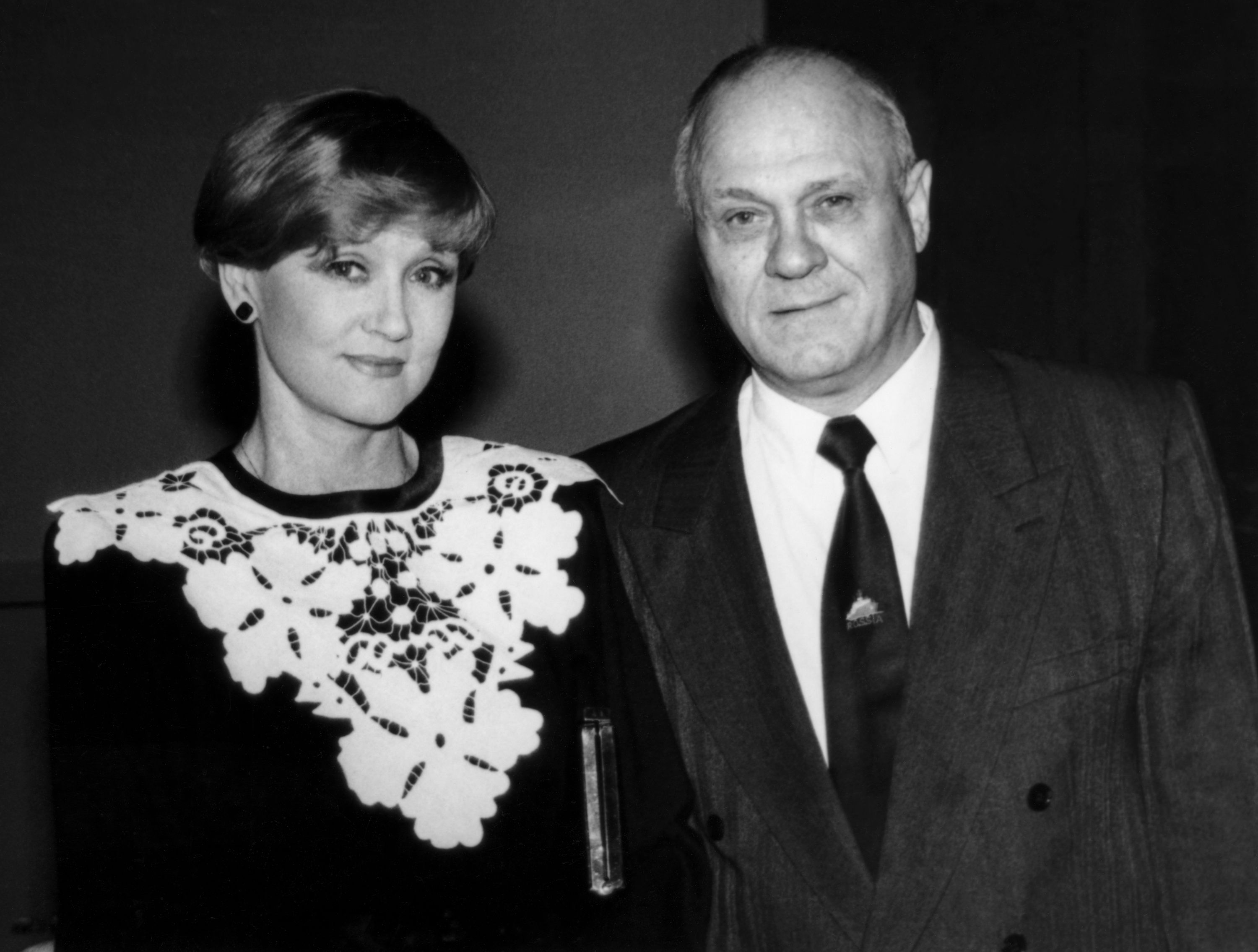
С супругой Верой Алентовой, 1992 год, автор фото: Лев Медведев

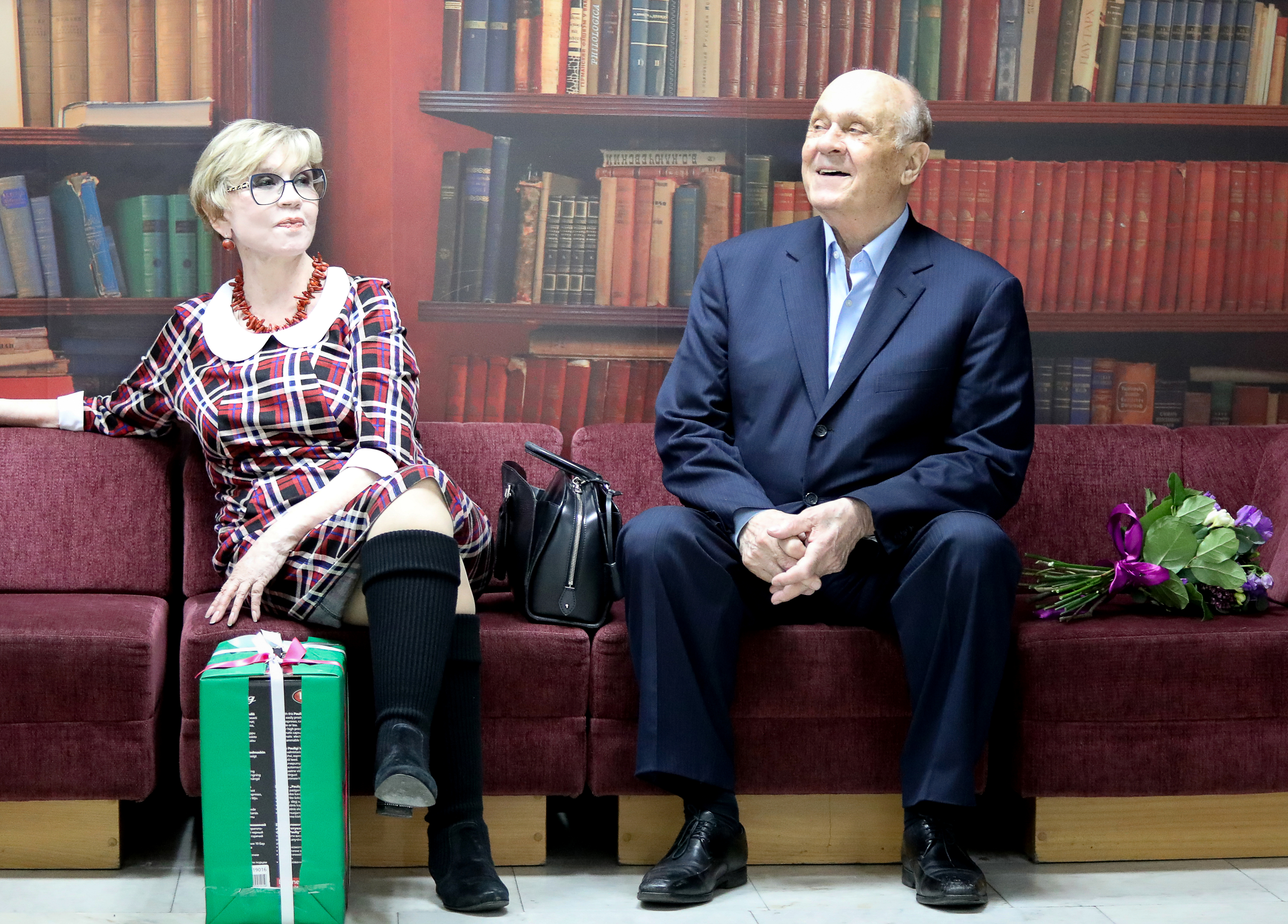
Вера Алентова и Владимир Меньшов, 2018 год

Отец — Валентин Михайлович Меньшов (1912—1974)‚ окончил мореходное училище, с 1939 года сотрудник НКВД (кавалер ордена Красной Звезды). Мать — Антонина Александровна Меньшова (в девичестве — Дубовская; 1905—1964).
Сестра — Ирина Меньшова (род. 1941).
Жена Вера Алентова (до рождения дочери Юлии носила фамилию отца Быкова, потом поменяла на фамилию матери) (род. 1942), актриса, народная артистка РФ (1992).
Дочь Юлия Меньшова (род. 1969), актриса, телеведущая. Внуки — Андрей Гордин (род. 1997), Таисия Гордина (род. 2003).

#### Болезнь и смерть
Владимир Валентинович Меньшов скончался утром в понедельник, 5 июля 2021 года, на 82-м году жизни, в Москве, от последствий коронавируса, который был диагностирован у него 26 июня 2021 года (он не был вакцинирован из-за противопоказаний). Церемония прощания прошла 8 июля в Москве в Центральном Доме кино, отпевание прошло в храме Покрова Пресвятой Богородицы в Красном селе, похоронен на Новодевичьем кладбище рядом с могилой народного артиста СССР Василия Ланового. 30 сентября 2022 года на могиле Владимира Меньшова был открыт памятник.

## Политические взгляды
На выборах в Государственную думу в 1995 году входил в федеральный список "Профсоюзы — Промышленники России — Союз труда". В 1999 году был членом президиума партии «Вся Россия».
Баллотировался на пост вице-губернатора Московской области вместе с Анатолием Долголаптевым.
В апреле 2001 года подписал письмо в поддержку политики недавно избранного президента России Владимира Путина в Чечне.
В 2003 году вступил в партию «Единая Россия». В интервью журналу «Esquire» в 2010 году заявлял, что вступил в неё случайно, жалеет об этом и с иронией относится к деятельности партии, но не выходит из её рядов во избежание скандала. Тем не менее, на выборах в Государственную думу 2016 года Меньшов стал доверенным лицом «Единой России».
В 2007 году, отвечая на вопрос о возможном третьем сроке президентства Владимира Путина, Меньшов заявил, что относится к такому варианту развития событий «резко отрицательно» и раскритиковал коллег, говорящих об отсутствии альтернатив действующему главе государства. На президентских выборах 2018 года режиссёр вошёл в число доверенных лиц Путина. Однако в 2016 году режиссёр утверждал, что всегда голосовал за коммунистов, положительно оценивал советский период истории.
В 2011 году дал интервью о своих политических взглядах, где заявил: «С годами мне стало совершенно ясно: вступая на путь антисоветизма, ты непременно придёшь к откровенной русофобии».
В 2014 году поддержал аннексию Крыма Россией и высказал мнение о необходимости воссоединения с Донбассом, передал Захару Прилепину в помощь «на Донбасс» 1 миллион рублей. В 2017 году СБУ запретила Меньшову въезд в страну сроком на 5 лет.
Планировал избраться в депутаты Государственной думы на выборах 2021 года от партии «Справедливая Россия — За правду» по федеральному партийному списку.

## Деятельность председателем Общественного совета при ФСИН России

В декабре 2010 года избран председателем Общественного совета при ФСИН России. Меньшов признавался, что не мечтал о подобной работе и был далёк от уголовно-исполнительной системы. Вместе с тем режиссёр высказал готовность заняться данной общественной работой.

Как председатель совета, он отмечал проблему с получением достоверной информации о содержании заключённых от них самих: 
Ещё ни разу никто не пожаловался, осуждённые говорят, что всем довольны. Посетив не менее 10 колоний, я не зафиксировал ни одной жалобы. Видимо, надо продумать другую систему взаимоотношений с осуждёнными. Та, которая существует сегодня — не работает.
Однако некоторые правозащитники, в частности основатель Gulagu.net Владимир Осечкин, критиковали деятельность Меньшова: 
Под председательством Владимира Меньшова и при его участии коррумпированные генералы ФСИН проводили регулярно заседания т. н. «Общественного совета ФСИН», имитировали участие народа в контроле за работой ФСИН, и при этом именно участники этой бутафории скрывали и покрывали сотни страшных чудовищных преступлений, которые происходили в застенках.
<…>

Я не могу сказать хорошего о том, что делал Меньшов, возглавляя более 10 лет подряд главный орган общественного контроля при ФСИН. И плохого говорить не буду. Бог ему судья, как говорится. Но факты, правду, мы все знать обязаны. Равно как и отделять мир художественный на экране от мира реального.

## Творчество

### Актёрские работы

#### В театре
Играл в спектакле «Любовь. Письма» (Энди) на сцене Театра имени Пушкина вместе с супругой Верой Алентовой и в спектакле «Двор» по пьесе Е. Исаевой в постановке В. Панкова (Сашка-Австралиец; «Гоголь-центр» совместно со студией «SounDrama», 2014).

#### В кино и на телевидении
| Год       |     | Название                                       | Роль                                                          |
| --------- | --- | ---------------------------------------------- | ------------------------------------------------------------- |
| 1970      | кор | Счастливый Кукушкин                            | Кукушкин, молодой рабочий                                     |
| 1972      | ф   | Человек на своём месте                         | Семён Иванович Бобров, председатель колхоза «Большие бобры»   |
| 1973      | ф   | Солёный пёс                                    | механик Мартьямов                                             |
| 1974      | ф   | Последняя встреча                              | Клим Авилов                                                   |
| 1975      | ф   | Ар-хи-ме-ды!                                   | мастер Рябов                                                  |
| 1975      | ф   | Мои дорогие                                    | Иван, муж Шуры                                                |
| 1976      | ф   | Розыгрыш                                       | Владимир Валентинович, учитель физкультуры                    |
| 1976      | ф   | Сказ про то, как царь Пётр арапа женил         | Меншиков                                                      |
| 1977      | ф   | Собственное мнение                             | Михаил Петрович Петров, психолог                              |
| 1977      | ф   | Цена жизни (новелла «Федя»)                    | Имя персонажа не указано                                      |
| 1979      | ф   | Москва слезам не верит                         | друг Гоши на пикнике в пальто (нет в титрах)                  |
| 1981      | кор | Гиблое дело                                    | Вова Лобанов                                                  |
| 1981      | ф   | Под одним небом                                | Николай Павлов                                                |
| 1982      | тф  | Время для размышлений                          | Игорь Игнатьевич                                              |
| 1982      | ф   | Если враг не сдаётся…                          | маршал Иван Конев                                             |
| 1982      | ф   | Магистраль                                     | Сергей Васильевич Потапов                                     |
| 1983      | кор | В поисках звёзд                                | Имя персонажа не указано                                      |
| 1984      | ф   | Любовь и голуби                                | ведущий кадрили (нет в титрах)                                |
| 1984      | кор | Приезд                                         | Имя персонажа не указано                                      |
| 1985      | ф   | Вот моя деревня...                             | Василий Васильевич, секретарь райкома партии                  |
| 1985      | тф  | Снегурочку вызывали?                           | Александр Петрович Серёгин, шофёр, ставший Дедом Морозом      |
| 1986      | ф   | Прости                                         | Сергей                                                        |
| 1986      | ф   | Год телёнка                                    | Феодосий Никитин, муж Людмилы                                 |
| 1986      | тф  | Дорогой Эдисон!                                | Сергей Трофимович Смирнов, директор института                 |
| 1986      | ф   | Курьер                                         | Олег Николаевич, гость на дне рождения Кати                   |
| 1986      | ф   | Перехват                                       | Стив Брюстнер, агент ЦРУ                                      |
| 1986      | тф  | Путь к себе                                    | Владимир Валентинович, кинорежиссёр                           |
| 1987      | ф   | Где находится нофелет?                         | Павел Голиков                                                 |
| 1988      | ф   | Куколка                                        | Вадим Николаевич, тренер по гимнастике                        |
| 1988      | ф   | Город Зеро                                     | Николай Иванович Смородинов, прокурор                         |
| 1989      | ф   | Отче наш                                       | человек со шрамом                                             |
| 1990      | тф  | Адвокат                                        | Михаил Петрович Рогалёв, капитан / майор                      |
| 1990      | ф   | Ивин А.                                        | Овсянников, подполковник                                      |
| 1990      | ф   | Самоубийца                                     | Виктор Викторович, писатель                                   |
| 1991      | ф   | Абдулладжан, или Посвящается Стивену Спилбергу | Иван Иванович Нахлобучко, генерал                             |
| 1991      | ф   | Депрессия                                      | «крёстный отец» наркомафии                                    |
| 1991      | ф   | Отдушина                                       | Михайлов, мастер-краснодеревщик                               |
| 1992      | ф   | В той области небес…                           | Лихоман                                                       |
| 1992      | ф   | Генерал                                        | Георгий Константинович Жуков                                  |
| 1992      | ф   | Новый Одеон                                    | сотрудник Михайлов                                            |
| 1992      | ф   | Чтобы выжить                                   | Олег                                                          |
| 1993      | ф   | Русский регтайм                                | отец Миши                                                     |
| 1993      | ф   | Троцкий                                        | Каргин, революционный матрос                                  |
| 1995      | ф   | Ширли-мырли                                    | Президент России                                              |
| 1997      | ф   | Царевич Алексей                                | Меншиков                                                      |
| 1998      | ф   | Сочинение ко Дню Победы                        | генерал                                                       |
| 1999      | ф   | Восемь с половиной долларов                    | Сергей «Спартак»                                              |
| 1999      | с   | Д. Д. Д. Досье детектива Дубровского           | Саблин, генеральный прокурор                                  |
| 1999      | ф   | Китайский сервиз                               | Фрол Аверьянович Сатановский, купец                           |
| 2001      | ф   | Мамука                                         | Имя персонажа не указано                                      |
| 2000      | ф   | Зависть богов                                  | эпизод                                                        |
| 2001      | с   | Пятый угол                                     | губернатор                                                    |
| 2001      | с   | Остановка по требованию 2                      | губернатор                                                    |
| 2002      | с   | Ледниковый период                              | Вячеслав Сергеевич, министр внутренних дел                    |
| 2002      | ф   | Спартак и Калашников                           | Егоров, полковник                                             |
| 2003      | ф   | Здравствуй, столица!                           | Иван Давыдович, кинорежиссёр                                  |
| 2003—2016 | с   | Москва. Центральный округ                      | Пётр Кузьмич Брагин                                           |
| 2003      | с   | Участок                                        | Лев Ильич Шаров                                               |
| 2004      | ф   | 32 декабря                                     | Юрий Иванович, бывший муж Маргариты                           |
| 2004      | с   | Время жестоких                                 | Юрий Сергеевич Новожилов, отставной генерал ФСБ               |
| 2004—2007 | с   | Бальзаковский возраст, или Все мужики сво…     | Валентин Большов, отец Веры                                   |
| 2004—2007 | с   | Диверсант                                      | Калязин                                                       |
| 2004      | ф   | Ночной Дозор                                   | Гесер                                                         |
| 2004      | ф   | Сосед                                          | начальник УВД                                                 |
| 2004      | с   | Только ты…                                     | Иван Викторович Лепехин                                       |
| 2005      | с   | Брежнев                                        | Дмитрий Фёдорович Устинов                                     |
| 2005      | ф   | Время собирать камни                           | генерал                                                       |
| 2005      | ф   | Дневной Дозор                                  | Гесер                                                         |
| 2005      | ки  | Ночной Дозор                                   | Гесер                                                         |
| 2006      | с   | Заколдованный участок                          | Лев Ильич Шаров                                               |
| 2006      | ф   | Платки                                         | Николай Иванович Попов, майор                                 |
| 2006      | с   | У. Е.                                          | Палметов                                                      |
| 2007      | тф  | Первый дома                                    | Георгий Иванович (Гоша)                                       |
| 2007      | ф   | 07-й меняет курс                               | Президент России                                              |
| 2007      | с   | Громовы. Дом надежды                           | Андреич                                                       |
| 2007      | ф   | Код апокалипсиса                               | Игорь Дмитриевич Харитонов                                    |
| 2007      | с   | Ликвидация                                     | Георгий Константинович Жуков                                  |
| 2007      | с   | Судебная колонка                               | Ярослав Иванов, отец Дарьи                                    |
| 2007      | с   | Диверсант 2: Конец войны                       | генерал-лейтенант Калязин                                     |
| 2007      | с   | Я не я                                         | Михаил Борисович                                              |
| 2008      | с   | Шаг за шагом                                   | отец Виктора                                                  |
| 2009      | ф   | Каникулы строгого режима                       | Николай Филиппович Вышкин, начальник зоны                     |
| 2009      | ф   | О, счастливчик!                                | Олег Генрихович                                               |
| 2009      | ф   | Течёт река Волга                               | дед Роман                                                     |
| 2010      | ф   | Выкрутасы                                      | Юрий Петрович Трёхголович, депутат Госдумы                    |
| 2010      | ф   | Любовь-морковь 3                               | Владимир Андреевич Голубев, папа Андрея, полковник            |
| 2010—2011 | с   | Маруся                                         | Тимофей Береговой                                             |
| 2011      | ф   | Generation «П»                                 | Фарсук Фарсейкин                                              |
| 2011      | с   | Высоцкий. Четыре часа настоящей жизни          | режиссёр театра                                               |
| 2011      | ф   | Ёлки 2 (новелла «Аэродром»)                    | Валерий Михайлович Гаврилов                                   |
| 2011      | ф   | О чём ещё говорят мужчины                      | Лев Толстой                                                   |
| 2012      | ф   | Диалоги                                        | снимался                                                      |
| 2013      | ф   | Легенда № 17                                   | Эдуард Борисович Балашов, партработник, курирующий сборную    |
| 2012      | с   | Личные обстоятельства                          | Михаил Петрович Сундуков, олигарх                             |
| 2013      | мтф | Кукушечка                                      | Викентий, капитан                                             |
| 2013      | ф   | Мёбиус                                         | Владимир Черкашин, начальник 3 управления, затем директор ФСБ |
| 2013      | с   | Третья мировая                                 | Юрий Иванович                                                 |
| 2014      | с   | Выстрел                                        | Фатеев                                                        |
| 2014      | ф   | Деньги                                         | Пётр Васильевич                                               |
| 2014      | с   | Екатерина                                      | Алексей Петрович Бестужев                                     |
| 2014      | мтф | Под каблуком                                   | Леонид                                                        |
| 2014      | мтф | Уходящая натура                                | Николай Тимофеевич Трофимов, директор киностудии              |
| 2015      | ф   | Дед Мазаев и Зайцевы                           | дед Иван Мазаев                                               |
| 2015      | ф   | Экспириенс                                     | Алексей Николаевич Нечаев, спонсор                            |
| 2015      | ф   | Зелёная карета                                 | Олег Валентинович Добролюбов, профессор, мастер курса         |
| 2016      | ф   | Ивановы                                        | Иван Иванович Иванов, отец Ольги и Петра                      |
| 2016      | с   | Мамочки                                        | камео                                                         |
| 2016      | ф   | Млечный путь                                   | местный житель                                                |
| 2016      | ф   | После тебя                                     | Герман Темников, отец Алексея                                 |
| 2016      | мф  | Зверополис                                     | Леодор Златогрив, мэр Зверополиса                             |
| 2017      | с   | Актриса                                        | Пётр Иванович                                                 |
| 2017      | ф   | Ничей                                          | Павел Фёдорович, директор                                     |
| 2017      | ф   | Новогодний переполох                           | Георгий Иванович, генерал в отставке                          |
| 2018      | с   | Год культуры                                   | Бог                                                           |
| 2018      | ф   | Ёлки последние                                 | Валерий Михайлович Гаврилов                                   |
| 2019      | ф   | Крик тишины                                    | Антон Иванович                                                |
| 2019—2020 | с   | 100янов шоу                                    | Имя персонажа не указано                                      |
| 2021      | кор | Убийца                                         | Николай                                                       |
| 2021      | кор | Обычная свадьба                                | дед Ивана                                                     |
| 2021      | с   | «Везёт»                                        | «Старик», владелец «Победы»                                   |
| 2021      | ф   | Убийца                                         | Николай                                                       |
| 2023      | ф   | У людей так бывает                             | муж Галины                                                    |

 — главная роль

### Режиссёрские работы, сценарии, продюсирование
| Год  | Фильм                                                             | Участвовал в качестве | Участвовал в качестве | Участвовал в качестве |
| Год  | Фильм                                                             | режиссёр              | сценарист             | продюсер              |
| ---- | ----------------------------------------------------------------- | --------------------- | --------------------- | --------------------- |
| 1968 | К вопросу о диалектике восприятия искусства, или Утраченные грёзы | зелёная ✓             |                       |                       |
| 1970 | Счастливый Кукушкин                                               |                       | зелёная ✓             |                       |
| 1973 | Я служу на границе                                                |                       | зелёная ✓             |                       |
| 1976 | Розыгрыш                                                          | зелёная ✓             |                       |                       |
| 1979 | Москва слезам не верит                                            | зелёная ✓             |                       |                       |
| 1981 | Ночь коротка                                                      |                       | зелёная ✓             |                       |
| 1982 | Ночные гости (Киножурнал «Фитиль», выпуск № 236)                  | зелёная ✓             |                       |                       |
| 1982 | Путёвка в жизнь (Киножурнал «Фитиль», выпуск № 244)               | зелёная ✓             | зелёная ✓             |                       |
| 1984 | Любовь и голуби                                                   | зелёная ✓             |                       |                       |
| 1995 | Ширли-мырли                                                       | зелёная ✓             | зелёная ✓             |                       |
| 1996 | Ермак                                                             |                       |                       | зелёная ✓             |
| 1997 | Любовь к отеческим гробам… (Из цикла 100 фильмов о Москве)        | зелёная ✓             |                       |                       |
| 1999 | Кадриль                                                           |                       |                       | зелёная ✓             |
| 1999 | Китайскій сервизъ                                                 |                       |                       | зелёная ✓             |
| 1999 | Любовь зла                                                        |                       |                       | зелёная ✓             |
| 2000 | Зависть богов                                                     | зелёная ✓             | зелёная ✓             | зелёная ✓             |
| 2004 | Сосед                                                             |                       |                       | зелёная ✓             |
| 2005 | Время собирать камни                                              |                       |                       | зелёная ✓             |
| 2006 | Платки                                                            |                       |                       | зелёная ✓             |
| 2008 | Большой вальс (не был завершён)                                   | зелёная ✓             | зелёная ✓             | зелёная ✓             |
| 2009 | Партия в бридж                                                    |                       |                       | зелёная ✓             |
| 2010 | Китайская бабушка                                                 |                       |                       | зелёная ✓             |
| 2014 | Белый ягель                                                       |                       |                       | зелёная ✓             |
| 2014 | Дорога без конца                                                  |                       | зелёная ✓             | зелёная ✓             |
| 2016 | Застывший ангел                                                   |                       |                       | зелёная ✓             |
| 2019 | ВГИК100. Признание в любви                                        | зелёная ✓             | зелёная ✓             |                       |

### Художественный руководитель
| Год  | Фильм     |
| ---- | --------- |
| 2014 | Екатерина |

### В рекламе
- Россельхозбанк[57]

## Награды и звания

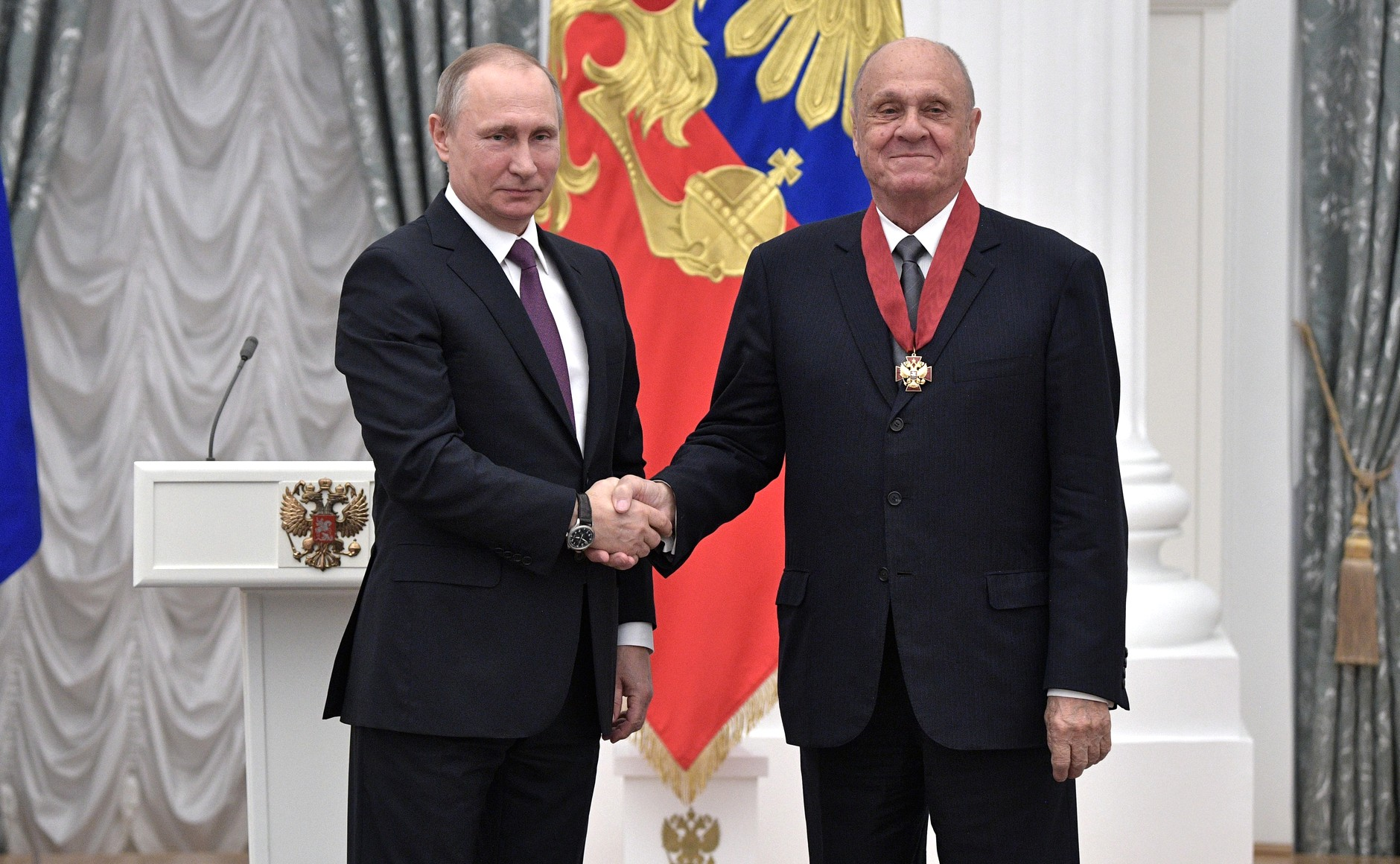
Награждение орденом «За заслуги перед Отечеством» II степени. 24 мая 2017 года

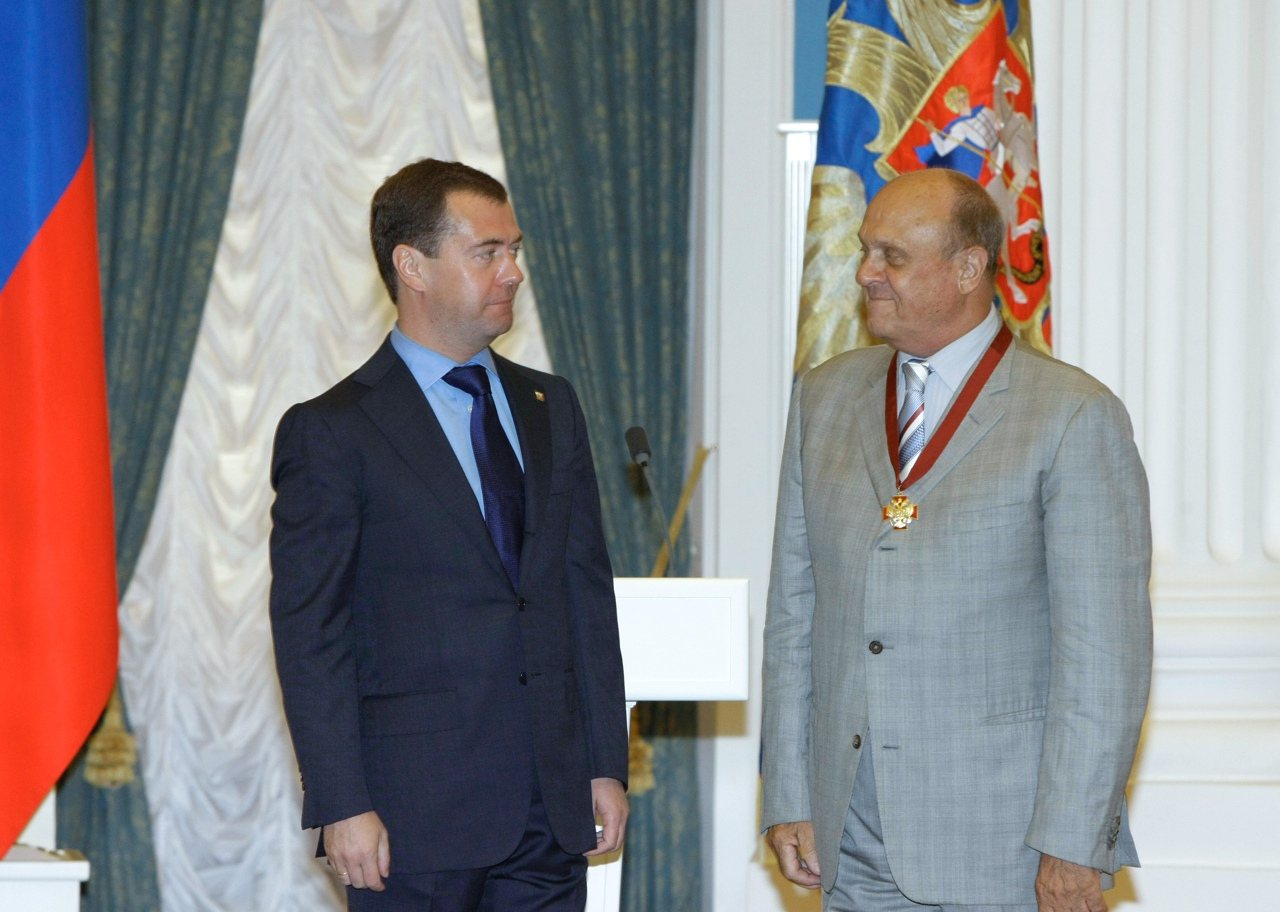
Награждение орденом «За заслуги перед Отечеством» III степени. 26 июля 2010 года

Государственные награды СССР и Российской Федерации:
- Государственная премия РСФСР имени Н. К. Крупской (1978) — за фильм «Розыгрыш» (1976)
- Государственная премия СССР (1981) — за фильм «Москва слезам не верит» (1979)
- Заслуженный деятель искусств РСФСР (11 января 1984) — за заслуги в области советского киноискусства[58]
- Народный артист РСФСР (8 декабря 1989) — за большие заслуги в области советского киноискусства[59]
- орден «За заслуги перед Отечеством» IV степени (10 сентября 1999) — за большой вклад в развитие отечественного киноискусства[60]
- Знак отличия «За заслуги перед Москвой» (Москва, 30 июля 2009) — за большой личный вклад в развитие отечественного кинематографа и многолетнюю творческую деятельность на благо города Москвы[61]
- орден «За заслуги перед Отечеством» III степени (16 февраля 2010) — за большой вклад в развитие отечественного кинематографического искусства и многолетнюю творческую деятельность[62]
- орден «За заслуги перед Отечеством» II степени (26 января 2017) — за большой вклад в развитие отечественной культуры и многолетнюю плодотворную деятельность[63]

Другие награды, поощрения и общественное признание:
- Лауреат VI Всесоюзного кинофестиваля 1973 года в номинации «Приз за актёрскую работу» в фильме «Человек на своём месте»[64].
- Премия «Оскар» в номинации «Лучший фильм на иностранном языке» 1981 года за киноленту «Москва слезам не верит»
- Почётный гражданин города Астрахань (27 сентября 2007)[65]
- Премия «Золотой орёл — 2014» в номинации «За лучшую мужскую роль второго плана» (2014) — за роль Эдуарда Балашова в фильме «Легенда № 17» (2013) режиссёра Николая Лебедева[66][67].
- Диплом «За лучшую главную мужскую роль» на XXV кинофестивале «Золотой Витязь» (2016) за роль в фильме «Ивановы»[68].

## Вклад в развитие отечественного кино
Вошел в историю советского и российского киноискусства как народный режиссер, исповедующий гуманистический канон. Успех его фильмов был обеспечен тем, что Меньшов не боялся в своих картинах показаться непрогрессивным, но при этом тонко чувствовал струну связи со зрителем, понимая его истинные душевные терзания, не старался агрессивно и навязчиво нравоучительствовать. Этот фактор стал определяющим в творчестве режиссера, потому его работы заслужили всеобщую любовь, запомнились нескольким поколениям и продолжают оставаться объектом искреннего внимания.

## Память
- В июле 2021 года Международному фестивалю документального кино «Победили вместе», который с 2015 года возглавлял Меньшов, присвоено его имя[70][71].
- 17 сентября 2021 года в день рождения актёра и режиссёра была открыта мемориальная доска на фасаде Астраханского драматического театра в Астрахани[72].
- 30 сентября 2022 года на могиле актёра и режиссёра на Новодевичьем кладбище установили надгробный памятник. Скульптура представляет собой прямоугольную стелу с отверстием в центре, сквозь которое пролетают белые голуби, также птицы находятся около памятника и на его вершине[73].

- «Владимир Меньшов. „Встречи на Моховой“» («Пятый канал», 2009)[74]
- «Владимир Меньшов. „До и после "Оскара"“» («Первый канал», 2009)[75]
- «Владимир Меньшов. „Монолог в 4-х частях“» («Культура», 2010)[76][77][78][79]
- «Владимир Меньшов. „Один против всех“» («ТВ Центр», 2014)[80]
- «Владимир Меньшов. „С ним же по улице нельзя пройти…“» («Первый канал», 2014)[81][82]
- «Владимир Меньшов. „Раскрывая тайны звёзд“» («Москва 24», 2019)[83]
- «Владимир Меньшов. „Рождённые в СССР“» («Мир», 2019)[84]
- "Владимир Меньшов. «Кто сказал: „У меня нет недостатков?“» («Первый канал», 2019)[85][86]
- «Владимир Меньшов. „Звёзды советского экрана“» («Москва 24», 2019)[87]
- «Премия Оскар и Владимир Меньшов. „Главный день день“» («Звезда», 2021)[88].